# Кена (гувернорат)
Кена је један од 27 гувернората Египта. Заузима површину од 1.796 km². Према попису становништва из 2006. у гувернорату је живело 3.001.494 становника. Главни град је Кена.

## Становништво
| 2006.     | 2012. (процена) |
| --------- | --------------- |
| 3.001.494 | 2.801.000       |